# Mikiko Miyazaki
Mikiko Miyazaki –en japonés: 宮崎未樹子, Miyazaki Mikiko– (10 de agosto de 1967) es una deportista japonesa que compitió en lucha libre. Ganó tres medallas en el Campeonato Mundial de Lucha entre los años 1993 y 1996.

## Palmarés internacional
| Campeonato Mundial | Campeonato Mundial | Campeonato Mundial | Campeonato Mundial |
| Año                | Lugar              | Medalla            | Categoría          |
| ------------------ | ------------------ | ------------------ | ------------------ |
| 1993               | Stavern (Noruega)  | Medalla de plata   | 75 kg              |
| 1994               | Sofía (Bulgaria)   | Medalla de bronce  | 70 kg              |
| 1996               | Sofía (Bulgaria)   | Medalla de oro     | 61 kg              |